# Gmina związkowa Offenbach an der Queich
Gmina związkowa Offenbach an der Queich (niem. Verbandsgemeinde Offenbach an der Queich) – gmina związkowa w Niemczech, w kraju związkowym Nadrenia-Palatynat, w powiecie Südliche Weinstraße. Siedziba gminy związkowej znajduje się w miejscowości Offenbach an der Queich.

## Podział administracyjny
Gmina związkowa zrzesza cztery gminy wiejskie:
1. Bornheim
2. Essingen
3. Hochstadt (Pfalz)
4. Offenbach an der Queich